# 孙恩宗
孙恩宗（1923年2月—1982年1月2日），河北省唐山市丰南县人，中华人民共和国军事人物，中国共产党党员，曾参与抗日战争、解放战争与抗美援朝战争。1955年授予大尉军衔，1959年授予少校军衔，曾任中国人民解放军第六十五军一九四师五八二团副团长、五八〇团参谋长，山西省大同市城区武装部部长。

## 家庭状况
父：孙瑞恒，农民中共党员，一九六三年因病去世。
岳父：张进珠，中共地下交通党员。
兄：孙成宗，孙广宗（在抗美援朝战争负伤，残疾军人），孙来宗（一九四六年被国民党还乡团杀害，烈士）
妻：张玉珍

## 军事生涯
抗日战争期间，1944年7月，孙恩宗参加八路军，隶属冀东十三军分区游击队，主要在河北滦南县一带活动，开展抗日游击战。1945年6月，升任机枪组长，随后晋升为班长和排长。
解放战争期间，1946年3月，孙恩宗任滦南县支队一连副排长，1946年12月晋升为冀东十三军分区警备一团一连排长。1948年7月，部队整编为冀察热辽军区独立师十三团（后改称中国人民解放军第六十五军一九四师五八二团），孙恩宗历任排长、连副指导员、连长等职。1949年，随部队进军西北，参加兰州、银川等战役。
抗美援朝战争期间（1950年10月—1953年10月），孙恩宗随第六十五军一九四师五八二团赴朝鲜战场，先后担任三营参谋长、二营营长职务，参与多次重要战役，包括临津江战役和“六七高地”战斗，表现突出。战后归国，驻守山西阳高县，曾负责建设阳高“红营房”营区。1955年7月，任五八二团副团长。1955年9月，任五八0团司令部参谋长。

## 晚年与纪念
孙恩宗所服役部队（五八二团）即电影《英雄儿女》中王成原型所在单位。孙恩宗生前与团长张振川共事多年，张后历任北京军区要职。1981年于大同病逝后，六十五军多位高级军官出席追悼会。

## 荣誉
- 解放奖章一枚
- 朝鲜三级勋章一枚
- 荣立战功三次，小功嘉奖多次
- 被评定为二等乙级革命伤残军人